# إيرين كارا
إيرين كارا (بالإنجليزية: Irene Cara)‏ هي مغنية ومغنية مؤلفة وعازفة بيانو وممثلة أمريكية، ولدت في 18 مارس 1959 بنيويورك في الولايات المتحدة.

## أعمال

### أفلام
- (1980) الشهرة[9][10]

## وصلات خارجية
- إيرين كارا على موقع IMDb (الإنجليزية)
- إيرين كارا على موقع ميتاكريتيك (الإنجليزية)
- إيرين كارا على موقع روتن توميتوز (الإنجليزية)
- إيرين كارا على موقع ألو سيني (الفرنسية)
- إيرين كارا على موقع ميوزك برينز (الإنجليزية)
- إيرين كارا على موقع تيرنر كلاسيك موفيز (الإنجليزية)
- إيرين كارا على موقع أول موفي (الإنجليزية)
- إيرين كارا على موقع قاعدة بيانات برودواي على الإنترنت (الإنجليزية)
- إيرين كارا على موقع قاعدة بيانات الأفلام السويدية (السويدية)
- إيرين كارا على موقع إن إن دي بي (الإنجليزية)